# Códice
Códice és una minisèrie de thriller gallega que fou estrenada a Televisión de Galicia. La minisèrie conta la història del robatori del Còdex Calixtí a la Catedral de Santiago de Compostel·la. La primera part fou emesa el 23 de desembre de 2014, i la segona el 30 de desembre. La preestrena de la minisèrie va tenir lloc el 18 de desembre al Teatro Principal de Santiago.

## Repartiment
- Miguel de Lira com Manolo Carballeira, l'electricista de la catedral.
  - Manuel Lozano com Manolo de jove
- Francis Lorenzo com Comissari Dávila
- Antonio Durán "Morris" com Xosé María, degà de la catedral
- María Vázquez com Marina Velasco, inspectora del cas
- Carlos Blanco Vila com Xuíz Casal
- Mónica Camaño como Olga, muller de Manolo
- Tamar Novas com Esteban, fill de Manolo
- Sabela Arán com Noelia, xicota d'Esteban
- Manuel Cortés com Mujico, cap de redacció
- Luis Zahera com Lázaro, fotògraf periodístic
- María Castro com Natalia, redactora
- Xosé Barato com Quintela, agent de policia
- Xulio Abonjo com Salgado, agent de policia
- Manuel Manquiña com Arquebisbe
- Alfonso Agra como Administrador de la catedral
- Luís Iglesia como Joaquín Veiga, organista de la catedral
- Antonio Mourelos como Fernando Silveira, extorsionador
- Camila Bossa como Sabela, cambrera
- César Cambeiro como Celeiro, veí de Manolo

## Producció
La minisèrie es va rodar a la ciutat de Santiago de Compostel·la i més a la Catedral, i les localitzacions tècniques es van fer l'agost de 2014. El rodatge va començar el 8 de setembre i finalitzà el 10 d'octubre de 2014. La postproducció es va realitzar els mesos d'octubre i novembre.

## Premis i nominacions
Premis Mestre Mateo
Als Premis Mestre Mateo de 2014, Códice va ser nominada a 3 premis, guanyant Antonio Durán "Morris" com a millor actor secundari per la seva interpretació de Xosé María, el degà de la catedral.
| Any  | Categoria                   | Receptor               | Resultat  |
| ---- | --------------------------- | ---------------------- | --------- |
| 2014 | Millor actor de repartiment | Antonio Durán "Morris" | Guanyador |
| 2014 | Millor música original      | Manuel Riveiro         | Nominada  |
| 2014 | Millor disseny de roba      | Eva Camino             | Nomenat   |